# Trichacis remulus
Trichacis remulus är en stekelart som först beskrevs av Walker 1836.  Trichacis remulus ingår i släktet Trichacis och familjen gallmyggesteklar. Inga underarter finns listade i Catalogue of Life.